# Svízel sudetský
Svízel sudetský (Galium sudeticum) je drobná, nenápadná, bíle kvetoucí bylina, jeden z mnoha druhů rodu svízel. Roste jen na několika málo místech a je považován za potenciálně ohroženou rostlinu.

## Výskyt
Druh je neoendemit České republiky, sporadicky se vyskytuje i v Polsku. Vznikl pravděpodobně křížením mezi svízelem nestejnolistým a svízelem moravským v mezidobí před poslední dobou ledovou. Je glaciální relikt a živou připomínkou předglaciálního křížení.
Vyskytuje ve dvou až třech oblastech. Prvá se nachází v Krkonoších kde roste v Obřím dole v karech Čertova zahrádka a Rudník a na hřebeni mezi Velkou a Malou Kotelní jámou. Těsně za hranici na území Polska se ojediněle vyskytuje v Malé a Velké sněžné jámě. Druhá oblast je ve Slavkovském lese kde roste na devíti lokalitách na hadcových skalkách nebo v jejich těsné blízkosti. Nejvýznamnější jsou v přírodních rezervacích Vlček a Planý vrch a v národní přírodní památce Křížky v okrese Cheb a dále v přírodní památce Dominova skalka v okrese Sokolov. Populace ze Slavkovském lesa mají drobné morfologické odchylky od krkonošských. Třetí, historicky uváděna oblast, se údajně nachází ve Velké kotlině v Hrubém Jeseníku, kde se ale svízel sudetský nepodařilo od roku 1983 zaznamenat. V Krkonoších roste v nadmořské výšce od 1000 do 1300 m, ve Slavkovském lese mezi 650 až 880 m.

## Ekologie
Druh vyrůstá v montánním až subalpínském výškovém stupni v rozvolněných trávnících a sutích zásaditých hornin, jako jsou čedič, žula, serpentinit nebo vápenec. Vyžaduje půdy sušší, mělké, na humus chudé, minerálně bohaté a zásadité až neutrální, nutně potřebuje nezastíněné stanoviště.
Vyskytuje se obvykle na teplých, ke slunci přikloněných stráních. Roste často v místech, kde sněžné laviny narušují půdu a umožňují semenáčům snáze kořenit, někdy ovšem lavina smete i dospělé rostliny.

## Popis
Vytrvalá, trsnatá rostlina která nebývá vyšší než 10 až 15 cm. Lodyhy má vystoupavé nebo přímé, v průřezu hranaté, rozvětvené, lysé a hladké. Společně s nimi vyrůstají z krátkého oddenku s tenkými kořínky i sterilní nekořenující prýty. Lodyhy mají střední internodia 1,5 až 2krát delší než jsou jejich listy které ve středu lodyhy bývají dlouhé 15 až 20 mm a široké 1 až 1,5 mm. Listy, v průřezu spíše tlustší, jsou uspořádané po pěti až šesti v nepravých přeslenech, jsou vynikle jednožilné, tuhé, tmavě zelené, úzce obkopinaté a na konci krátce zahrocené, po okraji jsou hladké a jen ojediněle porůstají nazpět ohnutými chlupy. Listy při sušení tmavnou a ty zespodu lodyhy opadávají již při kvetení, vrchní naopak mohou někdy přečkat zimu i zelené.
Z úžlabí listů rostou na 1,5 mm dlouhých stopkách drobné bílé květy sestavené do latovitého květenství které je v obrysu široce až protáhle vejčité. Oboupohlavné květy mají kališní lístky téměř neznatelné, kolovitá srostloplátečná koruna o průměru do 3 mm má čtyři bílé lístky které jsou ploché, protáhlé a špičaté. Čtyři tyčinky jsou ke koruně přirostlé, spodní dvoudílný semeník nese dvě volné čnělky. Kvetou v červnu a červenci, opylovány jsou hmyzem. Svízel sudetský je tetraploid a jeho počet chromozomů je n = 22.
Plodem je dvounažka složená ze dvou tmavě hnědých až hnědě černých, lysých, protáhle ledvinovitých, 1,5 mm dlouhých a 1 mm širokých merikarpů s pravidelně uspořádanými polokulovitými hrbolky na povrchu. Semena (merikarpy) jsou rozšiřována endozoochoricky nebo epizoochoricky. Rozmnožuje se hlavně semeny a jen omezeně rozrůstáním oddenků.

## Ochrana
Svízel sudetský patří ke druhům které rostou na poměrně malých areálech a mají tendenci vytvářet populace, které se od původních několika znaky odlišují a jsou proto popisovány jako samostatné druhy. Malý počet lokalit na kterých se vyskytují (mohou proto snadno vymizet) je hlavní příčinou jejich vzácností. Přirozeně je ohrožován zarůstáním jinými rostlinami, přílišným sešlapem lidmi či zvířaty a lavinami.
Druh je proto v červeném seznamu rostlin ČR zapsán jako druh kriticky ohrožený (C1) a stejně tak je chráněn i vyhláškou MŽP 395/1992 Sb. (§1). V seznamu IUCN je veden jako druh zranitelný (VU). Je také zahrnut v příloze č. II (seznamu přísně chráněných rostlin) Bernské úmluvy.